# パウロ・カソーマ

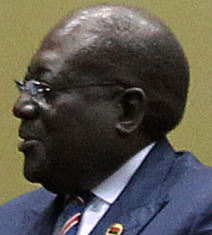
2011年のカソーマ

アントニオ・パウロ・カソーマ（ポルトガル語: António Paulo Kassoma、1951年6月6日 - ）は、アンゴラの政治家。2008年から2010年までアンゴラ首相を務めた。首相職廃止後は新設された副大統領に就任した。

## 経歴・概要
カソーマは、アンゴラの首都ルアンダランゲル区に生まれた。父パウロ・カソーマと母ラウリンダ・カトゥータはともにウアンボ州バイルンドの出身である。カソーマは長じて電機技術に関する教育を受けた。
アンゴラ解放人民運動（MPLA）に入り、1978年から1979年まで兵器・技術担当国防次官を務める。その後、1988年運輸通信次官。1989年運輸通信相に昇格する。1992年4月9日には地域行政相に横滑りする。
ウアンボ州知事兼同州MPLA第一書記。2002年2月11日、 Kassoma offered white farmers in ジンバブエのロバート・ムガベ大統領が行った農地改革（Land reform in Zimbabwe）で土地を追われた白人農民に対して、ウアンボ州の1万ヘクタールの土地を提供することを申し出た （特にウアンボ州の州都ウアンボ市の北部20キロにあるチピパにおいて）。そしてとうもろこしの栽培を奨励した。カソーマ自身は、このジンバブエの白人農家の導入によってウアンボ州の経済開発が促進されたと発表した。2003年12月に開催されたMPLA第5回党大会でカソーマは政治局員に選出された。
2008年9月26日、2008年総選挙（Angolan legislative election, 2008）におけるMPLAの勝利を受けて、党政治局はフェルナンド・ダ・ピエダデ・ディアス・ドス・サントスの後継首相としてカソーマを候補とした。政治局の決定を受けて、ジョゼ・エドゥアルド・ドス・サントス大統領は同年9月30日、カソーマを首相に任命した。同日、大統領官邸で宣誓した。記者会見でカソーマは最優先課題である国家再建を加速することを表明した。首相就任に伴い、ウアンボ州知事を解任され、ウアンボを去ることについて若干の寂しさを感じるとともに首相任命について誇りに思っていることも表明している。
10月1日、カソーマ内閣が成立した。全閣僚35人中、新たに入閣した閣僚は17人であった。
2010年1月21日、憲法改正に伴い首相職が廃止され、カソーマはアンゴラ人民議会議長に就任し、その後、フェルナンド・ダ・ピエダデ・ディアス・ドス・サントスの後任として副大統領に任命された。